# Šire područje NP Krka
Šire područje NP Krka este o arie protejată (sit de importanță comunitară — SCI) din Croația întinsă pe o suprafață de 13.158,89 ha, integral pe uscat.

## Localizare
Centrul sitului Šire područje NP Krka este situat la coordonatele 43°54′11″N 15°58′26″E / 43.903°N 15.974°E.

## Înființare
Situl Šire područje NP Krka a fost declarat sit de importanță comunitară în iulie 2013 pentru a proteja 1 specie de plante și 21 de specii de animale.

## Biodiversitate
Situată în ecoregiunea mediteraneană, aria protejată conține 10 habitate naturale: Pajiști uscate din regiunea submediteraneeană estică (Scorzoneratalia villosae), Pante stâncoase calcaroase cu vegetație casmofită, Peșteri inaccesibile publicului, Cursuri de apă de la nivel de câmpie la nivel montan, cu vegetație Ranunculion fluitantis și Callitricho-Batrachion, Matorral arborescenți cu Juniperus spp., Pajiști carstice calcaroase sau bazofile, de Alysso-Sedion albi, Păduri de Quercus ilex și Quercus rotundifolia, Iazuri temporare mediteraneene, Păduri mixte riverane de Quercus robur, Ulmus laevis și Ulmus minor, Fraxinus excelsior sau Fraxinus angustifolia, de-a lungul marilor râuri (Ulmenion minoris), Cascade cu formare de travertin ale râurilor carstice din Alpii Dinarici.
La baza desemnării sitului se află mai multe specii protejate:
- plante (1): Scilla litardierei
- amfibieni (1): proteu de peșteră (Proteus anguinus)
- mamifere (11): vidră de râu (Lutra lutra), liliac cu aripi lungi (Miniopterus schreibersii), liliac cu urechi mari (Myotis bechsteinii), liliac cu urechi de șoarece (Myotis blythii), liliac cu picioare lungi (Myotis capaccinii), liliac cărămiziu (Myotis emarginatus), liliac comun (Myotis myotis), liliacul cu potcoavă a lui blasius (Rhinolophus blasii), liliacul mediteranean cu potcoavă (Rhinolophus euryale), liliacul mare cu potcoavă (Rhinolophus ferrumequinum), liliacul mic cu potcoavă (Rhinolophus hipposideros)
- nevertebrate (2): Anisus vorticulus, Austropotamobius pallipes
- pești (4): Aulopyge huegelii, Barbus plebejus, Phoxinellus spp., Pomatoschistus canestrinii
- reptile (3): Elaphe situla, țestoasa de baltă (Emys orbicularis), țestoasă bănățeană (Testudo hermanni)

Pe lângă speciile protejate, pe teritoriul sitului au mai fost identificate 17 specii de plante, 1 specie de pești.